# My White Resort
『My White Resort』（マイ・ホワイト・リゾート）は、今野友加里の通算1枚目のシングル。1993年1月21日にキングレコードよりリリースされた。

## 解説
今野友加里のデビューシングル。「My White Resort」はプリンスホテル系スキー場イメージフィルム挿入歌に、c/w「心ぎりぎり」はフォーミュラ・トヨタ「エッソチャレンジ」テーマソングにそれぞれ起用された。

## 収録曲
1. My White Resort
  - 作詞・作曲：古田喜昭
  - プリンスホテル系スキー場イメージフィルム挿入歌
2. 心ぎりぎり
  - 作詞：及川眠子、作曲：ボビー・ワトソン
  - フォーミュラ・トヨタ「エッソチャレンジ」テーマソング
3. My White Resort (オリジナル・カラオケ)